# 10233 Le Creusot
10233 Le Creusot eller 1997 XQ2 är en asteroid i huvudbältet som upptäcktes den 5 december 1997 av den franske astronomen J.-C. Merlin vid Le Creusot-observatoriet. Den är uppkallad efter den franska staden Le Creusot.
Asteroiden har en diameter på ungefär 6 kilometer.